# Стратон III
Стратон III Філопатор (*Στράτων, д/н —бл. 10) — останній індо-грецький цар у Північно-Східному Пенджабі в 25 до н. е.—10 роках.

## Життєпис
Походив з династії Євтидемідів. Можливо батька також звали Стратон. Його дід Стратон II після 25 року до н. е. зробив Строна III своїм співволодарем. Втім останній лише номінально панував. Ймовірно його резиденцією було місто Буцефалія.
Відомо лише декілька срібних драхм Стратона III, де його представлено з діадемою та на звороті Афіною Палладою. Також існує версія, що Стратона III зображено стоячи на зворотному боці монети зі Стратоном II.
Можливо деякий час після 10 року н. е. чинив спротив після поразки та загибелі Стратона II у війні з індо-скіфами на чолі із Раджувулою. Втім зрештою Стратон III зазнав поразки, а його землі захопили саки.